# Jakob Philipp Wolfers
Jakob Philipp Wolfers, född 31 maj 1803 i Minden, död 22 april 1878 i Berlin, var en tysk astronom.
Wolfers blev filosofie doktor i Greifswald 1836 och erhöll professors titel 1852. Han utgav 1872 i Berlin Isaac Newtons "Philosophiae Naturalis Principia Mathematica" i tysk översättning, utarbetade vissa delar av "Berliner akademische Sternkarten" samt var medarbetare i "Berliner astronomisches Jahrbuch". Utom en mängd astronomiska och matematiska avhandlingar utgav han tabeller för löpande astronomiska reduktionsräkningar, Tabulæ reductionum astronomicarum annis 1860 usque ad 1880 (1858).